# بونرفین
بونرفین (به هلندی: Bonnerveen) یک منطقهٔ مسکونی در هلند است که در آ ان هونزه واقع شده‌است. بونرفین ۱۰۰ نفر جمعیت دارد.